# Allée couverte du Pitray
Pour les articles homonymes, voir Pitray.
L'allée couverte de Pitray est un monument mégalithique situé à Gardegan-et-Tourtirac dans le département français de la Gironde en France. Elle se trouve sur le domaine du château de Pitray.

## Historique
L'édifice fut fouillé une première fois par le comte de Pitray en 1856 puis par l'abbé Labrie en 1906. 

## Description
Enserré dans un tumulus de forme ovale, le monument s'étire sur 9,25 m de long pour 1,15 m de large. Il est orienté ouest-est. La chambre sépulcrale est délimitée par cinq orthostates côté gauche (longueur de 1 à 2,15 m), quatre côté droit (longueur de 1 à 4,20 m) et une dalle de chevet de 3 m de long. Toutes les dalles sont en calcaire à astéries. La quatrième dalle côté gauche et la troisième côté droit comportent des perforations d'origine naturelle. Selon Labrie, le sol de l'édifice était dallé de plaquettes calcaires. Aucune table de couverture n'a été retrouvée.
Pour Marc Devignes, l'édifice est une allée couverte dans sa variante type allée d'Aquitaine. 
Pour Julia Roussot-Larroque, il ne s'agit pas d'une allée couverte mais d'un dolmen à couloir large car le monument est plus haut vers le fond alors que sa largeur demeure à peu près constante. Les orthostates ne sont pas de même hauteur entre l'entrée et le fond : les deux premiers supports côté gauche mesurent respectivement 0,50 m et 0,30 m de haut et les trois suivants du même côté respectivement 1 m, 1,68 m et 1,55 m alors que les deux premiers supports côté droit mesurent 0,70 m et 0,92 m, puis ceux du fond 1,50 m et 1,30 m. La hauteur de la dalle de chevet atteint quant à elle 1,65 m.

## Mobilier funéraire
Le comte de Pitray découvrit des ossements humains dont deux crânes. Labrie recueillit quelques ossements, dont des fragments de tibias, des tessons d'une poterie qualifiée de « néolithique » (sic) et des éclats de silex. Rien n'a été conservé.